# Passadumkeag
Passadumkeag ist eine Town im Penobscot County des Bundesstaates Maine in den Vereinigten Staaten. Im Jahr 2020 lebten dort 356 Einwohner in 200 Haushalten auf einer Fläche von 59,75 km².

## Geografie
Nach dem United States Census Bureau hat Passadumkeag eine Gesamtfläche von 59,75 km², von der 59,36 km² Land sind und 0,39 km² aus Gewässern bestehen.

### Geografische Lage
Passadumkeag liegt zentral im Penobscot County. Die westliche Begrenzung des Gebietes bildet der in südliche Richtung fließende Penobscot River. In ihn mündet der in westliche Richtung fließende Passadumkeag River. Die Oberfläche ist eben.

### Nachbargemeinden
Alle Entfernungen sind als Luftlinien zwischen den offiziellen Koordinaten der Orte aus der Volkszählung 2010 angegeben.
- Norden: Enfield, 10,2 km
- Osten: Lowell, 7,2 km
- Süden: Greenbush, 13,5 km
- Westen: Argyle, Unorganized Territory, 15,4 km

### Stadtgliederung
In Passadumkeag gibt es zwei Siedlungsgebiete: Passadumkeag und Passadumkeag Point.

### Klima
Die mittlere Durchschnittstemperatur in Passadumkeag liegt zwischen −9,4 °C (15 °F) im Januar und 20,6 °C (69 °F) im Juli. Damit ist der Ort gegenüber dem langjährigen Mittel der USA um etwa 9 Grad kühler. Die Schneefälle zwischen Oktober und Mai liegen mit bis zu zweieinhalb Metern mehr als doppelt so hoch wie die mittlere Schneehöhe in den USA; die tägliche Sonnenscheindauer liegt am unteren Rand des Wertespektrums der USA.

## Geschichte
Zunächst wurde das Gebiet Township No. 1 Old Indian Purchase, East of Penobscot River (T1 OIP EPR) oder auch Lower East Indian Township No. 1 genannt. Als Town wurde Passadumkeag am 31. Januar 1835 organisiert. Im Jahr 1842 wurde Land an Lowell abgegeben.

### Einwohnerentwicklung
| Volkszählungsergebnisse – Town of Passadumkeag, Maine | Volkszählungsergebnisse – Town of Passadumkeag, Maine | Volkszählungsergebnisse – Town of Passadumkeag, Maine | Volkszählungsergebnisse – Town of Passadumkeag, Maine | Volkszählungsergebnisse – Town of Passadumkeag, Maine | Volkszählungsergebnisse – Town of Passadumkeag, Maine | Volkszählungsergebnisse – Town of Passadumkeag, Maine | Volkszählungsergebnisse – Town of Passadumkeag, Maine | Volkszählungsergebnisse – Town of Passadumkeag, Maine | Volkszählungsergebnisse – Town of Passadumkeag, Maine | Volkszählungsergebnisse – Town of Passadumkeag, Maine |
| Jahr                                                  | 1800                                                  | 1810                                                  | 1820                                                  | 1830                                                  | 1840                                                  | 1850                                                  | 1860                                                  | 1870                                                  | 1880                                                  | 1890                                                  |
| ----------------------------------------------------- | ----------------------------------------------------- | ----------------------------------------------------- | ----------------------------------------------------- | ----------------------------------------------------- | ----------------------------------------------------- | ----------------------------------------------------- | ----------------------------------------------------- | ----------------------------------------------------- | ----------------------------------------------------- | ----------------------------------------------------- |
| Einwohner                                             |                                                       |                                                       |                                                       | 269                                                   | 394                                                   | 295                                                   | 360                                                   | 243                                                   | 302                                                   | 343                                                   |
| Jahr                                                  | 1900                                                  | 1910                                                  | 1920                                                  | 1930                                                  | 1940                                                  | 1950                                                  | 1960                                                  | 1970                                                  | 1980                                                  | 1990                                                  |
| Einwohner                                             | 409                                                   | 445                                                   | 354                                                   | 325                                                   | 277                                                   | 331                                                   | 355                                                   | 326                                                   | 430                                                   | 428                                                   |
| Jahr                                                  | 2000                                                  | 2010                                                  | 2020                                                  | 2030                                                  | 2040                                                  | 2050                                                  | 2060                                                  | 2070                                                  | 2080                                                  | 2090                                                  |
| Einwohner                                             | 441                                                   | 374                                                   | 356                                                   |                                                       |                                                       |                                                       |                                                       |                                                       |                                                       |                                                       |

## Kultur und Sehenswürdigkeiten

### Bauwerke
In Passadumkeag wurde ein Bauwerk unter Denkmalschutz gestellt und ins National Register of Historic Places aufgenommen.
- District No. 2 School, 1997 unter der Register-Nr. 97000309.[8]

## Wirtschaft und Infrastruktur

### Verkehr
Der U.S. Highway 2 verläuft in nordsüdlicher Richtung parallel zum Penobscot River entlang der westlichen Grenze der Town.

### Öffentliche Einrichtungen
In Passadumkeag gibt es keine medizinischen Einrichtungen oder Krankenhäuser. Nächstgelegene Einrichtungen für die Bewohner von Passadumkeag befinden sich in Howland.
Passadumkeag besitzt keine eigene Bücherei. Die nächstgelegenen sind in Enfield, Howland und Lincoln.

### Bildung
Passadumkeag gehört mit Burlington, Lowell, Edinburg, Enfield, Howland, Maxfield und Seboeis zum School Administrative Unit 31. Im Schulbezirk stehen folgende Schulen zur Verfügung:
- Penobscot Valley High School in Howland, mit Schulklassen vom 9. bis zum 12. Schuljahr
- Hichborn Middle School in Howland, mit Schulklassen vom 6. bis zum 8. Schuljahr
- Enfield Station School in Enfield, mit Schulklassen von Pre-Kindergarten bis zum 5. Schuljahr